# Initiative populaire fédérale suisse « Pour une immigration modérée »
L'initiative populaire « Pour une immigration modérée (initiative de limitation) » est une initiative populaire fédérale suisse, déposée le 31 août 2018 et rejetée par peuple et cantons le 27 septembre 2020, qui vise à restreindre l'immigration en Suisse.

## Contenu
L'initiative vise à ce que la Suisse gère l'immigration de manière autonome. Le texte exclut tout traité de libre circulation des personnes : il prévoit des négociations avec l’Union européenne (UE) pour que l’accord conclu en 1999 prenne fin dans un délai de 12 mois et, si les négociations échouent, sa dénonciation dans les 30 jours.
L'initiative a la teneur suivante :

« Art. 121b Immigration sans libre circulation des personnes

1 La Suisse règle de manière autonome l'immigration des étrangers.

2 Aucun nouveau traité international ne sera conclu et aucune autre nouvelle obligation de droit international ne sera contractée qui accorderaient un régime de libre circulation des personnes à des ressortissants étrangers.

3 Les traités internationaux et les autres obligations de droit international existants ne pourront pas être modifiés ni étendus de manière contraire aux al. 1 et 2.

Art. 197, ch. 12

12. Disposition transitoire ad art. 121b

(Immigration sans libre circulation des personnes)

1 Des négociations seront menées afin que l'Accord du 21 juin 1999 entre la Confédération suisse d’une part, et la Communauté européenne et ses États membres, d’autre part, sur la libre circulation des personnes cesse d’être en vigueur dans les douze mois qui suivent l’acceptation de l’art. 121b par le peuple et les cantons.

2 Si cet objectif n’est pas atteint, le Conseil fédéral dénonce l'accord visé à l'al. 1 dans un délai supplémentaire de 30 jours. »

## Déroulement

### Contexte
L'initiative a été élaborée par l'Union démocratique du centre (UDC) et l'Action pour une Suisse indépendante et neutre (ASIN), mécontentes de la mise en œuvre de l'initiative populaire « Contre l'immigration de masse » acceptée le 9 février 2014, qui ne répond pas fidèlement selon eux à la volonté du peuple,. Elle impose cette fois expressément la fin de libre circulation des personnes avec l'UE dans un délai de 12 mois,.

### Récolte des signatures et dépôt de l'initiative
La récolte des 100 000 signatures nécessaires débute le 16 janvier 2018.
Le 31 août 2018, l'initiative est déposée à la Chancellerie fédérale avec 118 444 signatures. Après avoir procédé à leur vérification, la Chancellerie fédérale en déclare 116 139 valables et constate en conséquence l'aboutissement de l'initiative le 25 septembre 2018.

### Examen par les autorités
Le 30 novembre 2018, le Conseil fédéral prend la décision de principe de recommander le rejet de l'initiative sans lui opposer de contre-projet.
Le 7 juin 2019, il adresse son message à l'Assemblée fédérale. Dans le communiqué publié à cette occasion, il reconnaît que l'immigration pose un certain nombre de difficultés mais souligne que différentes mesures ont été prises pour y répondre (soutien de la main-d’œuvre présente sur le territoire, en particulier les travailleurs âgés, mesures d'accompagnement et obligation de communiquer les postes vacants) et que l'économie suisse dépend d'une main-d’œuvre étrangère fortement qualifiée. Il recommande le rejet de l'initiative notamment parce que l'abandon de la libre circulation des personnes aurait des conséquences très néfastes sur l'attrait économique de la Suisse et qu'une dénonciation unilatérale de l'accord sur la libre circulation des personnes entraînerait la fin des accords bilatéraux I en raison de la clause guillotine et remettrait fondamentalement en cause la voie bilatérale suivie par la Suisse dans ses relations avec l'UE.
Le Conseil national examine le projet en septembre 2019. Année politique suisse résume les délibérations comme suit :

« Le débat [...] a duré en tout huit heures et a vu se succéder plus de 90 prises de parole. L'UDC, seule contre tous, a dressé de la Suisse du futur un tableau sombre et inquiétant. Si la Confédération helvétique ne parvient pas à gérer son immigration de manière raisonnable et autonome, elle s'expose à une Suisse à 10 millions d'[habitants], avec une qualité de vie en chute libre, de l'insécurité, une augmentation des violences faites aux femmes, un bétonnage hors de contrôle, voire [...] le surgissement de bidonvilles dans les agglomérations. Pour illustrer ce scénario, [...] Raymond Clottu (UDC, NE) a récité la fable de La Fontaine, celle de la grenouille qui veut se faire aussi grosse que le bœuf, se terminant sur ces mots: «La chétive pécore s'enfla si bien qu'elle creva».
Les [opposants] au texte, reconnaissant de l'immigration qu'elle pose certains défis, ont surtout souligné l'importance des accords bilatéraux et des conséquences que leur abandon aurait sur l'économie. Pierre-Alain Fridez (PS, JU) juge l'initiative économiquement tellement aberrante qu'il soupçonne les «plus fins stratèges» de l'UDC de ne pas espérer sa mise en œuvre, mais de s'en servir uniquement pour créer un débat instrumentalisant une «xénophobie latente à des fins électorales». »

Au Conseil des États, le débat est sensiblement plus court, avec seulement neuf prises de parole. Il tourne autour des conséquences qu'aurait l'acceptation de l'initiative sur l'économie et les relations avec l'UE.
Le 20 décembre 2019, au vote final, l'Assemblée fédérale décide, par 142 voix contre 53 (toutes de l'UDC) et 2 abstentions au Conseil national et 37 voix contre 5 (également toutes de l'UDC) et 2 abstentions au Conseil des États, de recommander au peuple et aux cantons de rejeter l'initiative.

## Campagne de votation
Selon Année politique suisse, en raison de la pandémie de COVID-19, la campagne se déroule moins dans la rue et les salles de débat, et plus en ligne et à la maison, grâce notamment à la distribution de tout-ménages (selon la RTS, 4 millions pour celui de l'UDC, contre 2,1 millions pour celui de l'Union syndicale suisse).

« L'UDC a également fait réaliser un clip vidéo, qu'elle a fait tourner sur les réseaux. La vidéo en question met en scène une petite fille, qui raconte en début de séquence une Suisse idyllique, où la nature est belle, où les gens peuvent donner leur avis, où la petite fille va à l'école: une belle Suisse pour laquelle son «grand-père a travaillé dur»; la deuxième partie du clip met en scène une Suisse victime d'une immigration démesurée: du béton partout, des personnes à la rue, et dans la classe de la petite fille, seules Laila et Sarah sont encore suisses. »

Selon Année politique suisse, deux semaines avant la votation, le nombre d'annonces publiées dans les journaux contre l'initiative est plus de deux fois plus important que celles en sa faveur, même si la campagne des opposants est de moindre ampleur par rapport à celle contre l'initiative sur l'immigration de masse. Selon plusieurs titres de presse, l'initiative de limitation a moins créé le débat que les initiatives anti-immigration précédentes de l'UDC.

### Consignes de vote
L'UDC, l'UDF, la Lega, le MCG et l'ASIN appellent à l'acceptation de l'initiative.
Le PSS, le PLR, le PDC, Les Verts, les Vert'libéraux, le PBD, Économiesuisse, l'USS, Travail.Suisse, Gastrosuisse et Swissmem appellent au rejet de l'initiative.

### Arguments présentés par les autorités et les opposants à l'initiative
Le Conseil fédéral et le Parlement rejettent l’initiative, car elle remet en cause la voie bilatérale avec l’Union européenne, met en péril les relations stables de la Suisse avec son partenaire principal et menace l’emploi et la prospérité en une période de grandes insécurités économiques.
Les opposants à l'initiative ont souligné que, pour les membres de l’UE, la Confédération ne pouvait exiger d’avoir accès au marché unique européen sans la libre circulation des personnes. Ils ont également relevé que, depuis l’entrée en vigueur de l’accord, l’immigration n’avait pas entraîné une augmentation du taux de chômage – l’un des plus faibles d’Europe – ni davantage de recours à l’aide sociale et que, d’après plusieurs études, le Produit intérieur brut diminuerait en 20 ans de 5 à 7 % sans les accords bilatéraux I. Enfin, ils ont souligné que les Suisses, notamment les nombreux expatriés, perdraient le droit de s'installer et de travailler dans l'UE et rencontreraient des difficultés majeures à accéder au marché du travail européen si l'initiative était acceptée.

### Arguments présentés par le comité et les partisans de l'initiative
Selon Année politique suisse, « [l]'argumentaire est similaire à celui des précédentes initiatives migratoires de l'UDC: l'image d'une immigration incontrôlée et démesurée, de la pression sur les emplois, des trains, des routes et des écoles bondés ou encore la thématique des «assistés étrangers». La liberté et l'autodétermination de la Suisse, que l'initiative garantirait, est présentée comme la solution à ces problèmes. ».
Le comité estime que la libre circulation des personnes avec l'UE entraîne une immigration de masse qui fait peser un fardeau énorme sur l’environnement, le marché de l’emploi, les assurances sociales et les infrastructures. Il souhaite que la Suisse contrôle elle-même l’immigration, sans libre circulation.
Pour l'UDC, si la libre circulation des biens, des services et des capitaux au sein du marché unique de l'UE contribue à la prospérité, la libre circulation des personnes n’a qu'un effet préjudiciable sur la Suisse. Elle estime en effet qu'elle entraîne une augmentation trop importante de la population (un million d'habitants en plus depuis l'entrée en vigueur de l'accord), des étrangers (25,1 % fin 2018) et des frontaliers (320 000 travailleurs européens en Suisse), ce qui réduit les possibilités d'emploi pour la population, provoque une pénurie de logements et une hausse des prix des loyers et de l'immobilier, bétonne le paysage, surcharge les infrastructures (routes, trains, écoles), pèse sur le système social et fait grimper la criminalité. L'UDC affirme que l'UE ne dénoncera pas les autres accords avec la Suisse, car celle-ci constitue son troisième plus important marché d’exportation, et qu'ils ne sont de toute manière pas vitaux pour la Suisse.

## Votation
Initialement, le scrutin devait se dérouler le 17 mai 2020, mais le Conseil fédéral décide le 18 mars 2020 de renoncer à sa tenue en raison de l'épidémie de coronavirus. Le 29 avril 2020, il fixe la nouvelle date de votation au 27 septembre 2020.

### Sondages
| Institut    | Sur mandat de    | Date              | Oui | Plutôt oui | Indécis Pas de réponse | Plutôt non | Non |
| ----------- | ---------------- | ----------------- | --- | ---------- | ---------------------- | ---------- | --- |
| LeeWas GmbH | Tamedia          | 11 septembre 2020 | 30  | 3          | 2                      | 3          | 62  |
| gfs.Bern    | SRG SSR          | 6 septembre 2020  | 25  | 10         | 2                      | 13         | 50  |
| LeeWas GmbH | Tamedia          | 28 août 2020      | 31  | 6          | 2                      | 5          | 56  |
| LeeWas GmbH | Tamedia          | 11 août 2020      | 33  | 8          | 3                      | 6          | 50  |
| gfs.Bern    | SRG SSR          | 9 août 2020       | 24  | 11         | 4                      | 15         | 46  |
| gfs.Bern    | Interpharma (de) | 18 mai 2020       | 13  | 16         | 2                      | 18         | 51  |
| LeeWas GmbH | Tamedia          | 20 décembre 2019  | 26  | 9          | 7                      | 10         | 48  |

Remarques : chiffres en pour-cent. La date correspond au milieu de la période durant laquelle le sondage a été réalisé, et non à la date de la publication du sondage.

### Résultats
L'initiative est rejetée par 61,7 % des voix et une majorité de 19,5 cantons. Elle n'est acceptée que dans quatre cantons (Schwytz, Glaris, Appenzell Rhodes-Intérieures et Tessin).
| Choix                  | Votes     | %     | Cantons | Cantons | Cantons |  |
| Choix                  | Votes     | %     | E       | D       | Total   |  |
| ---------------------- | --------- | ----- | ------- | ------- | ------- |  |
| Pour                   | 1 233 995 | 38,29 | 3       | 1       | 3,5     |  |
| Contre                 | 1 988 349 | 61,71 | 17      | 5       | 19,5    |  |
|                        |           |       |         |         |         |  |
| Votes valides          | 3 222 344 | 98,61 |         |         |         |  |
| Votes blancs           | 33 957    | 1,04  |         |         |         |  |
| Votes invalides        | 11 548    | 0,35  |         |         |         |  |
| Total                  | 3 267 849 | 100   | 20      | 6       | 23      |  |
| Abstention             | 2 225 187 | 40,51 |         |         |         |  |
| Inscrits/Participation | 5 493 036 | 59,49 |         |         |         |  |

### Résultats en chiffres par canton

Résultats par canton

- Oui (3 cantons 1⁄2)
- Non (17 cantons 5⁄2)

| Canton                       | Oui (%) | Non (%) | Participation (%) |
| ---------------------------- | ------- | ------- | ----------------- |
| Argovie                      | 42,43 % | 57,57 % | 57,03 %           |
| Appenzell Rhodes-Extérieures | 43,55 % | 56,45 % | 63,33 %           |
| Appenzell Rhodes-Intérieures | 54,29 % | 45,71 % | 57,28 %           |
| Bâle-Campagne                | 38,60 % | 61,40 % | 57,54 %           |
| Bâle-Ville                   | 25,35 % | 74,65 % | 59,82 %           |
| Berne                        | 38,65 % | 61,35 % | 60,26 %           |
| Fribourg                     | 35,44 % | 64,56 % | 59,10 %           |
| Genève                       | 31,02 % | 68,98 % | 54,13 %           |
| Glaris                       | 50,47 % | 49,53 % | 54,67 %           |
| Grisons                      | 40,87 % | 59,13 % | 61,48 %           |
| Jura                         | 31,85 % | 68,15 % | 59,10 %           |
| Lucerne                      | 40,19 % | 59,81 % | 61,07 %           |
| Neuchâtel                    | 28,88 % | 71,12 % | 54,75 %           |
| Nidwald                      | 47,63 % | 52,37 % | 65,46 %           |
| Obwald                       | 49,08 % | 50,92 % | 67,36 %           |
| Schaffhouse                  | 43,37 % | 56,63 % | 70,74 %           |
| Schwytz                      | 53,36 % | 46,64 % | 63,59 %           |
| Soleure                      | 41,54 % | 58,46 % | 57,28 %           |
| Saint-Gall                   | 43,27 % | 56,73 % | 59,38 %           |
| Tessin                       | 53,14 % | 46,86 % | 60,23 %           |
| Thurgovie                    | 44,35 % | 55,65 % | 57,23 %           |
| Uri                          | 49,56 % | 50,44 % | 59,55 %           |
| Valais                       | 37,95 % | 62,05 % | 63,73 %           |
| Vaud                         | 29,07 % | 70,93 % | 41,40 %           |
| Zoug                         | 39,64 % | 60,36 % | 65,20 %           |
| Zurich                       | 34,26 % | 65,74 % | 59,78 %           |
| Confédération suisse         | 38,29 % | 61,71 % | 59,47 %           |

### Analyse des résultats
Selon Année politique suisse, ce sont les sympathies politiques plus que les caractéristiques socio-démographiques qui ont fait pencher la balance. Les personnes situées très à gauche ou à gauche ne sont que 6 à 10 % à avoir voté oui, au centre cette proportion s'élève à 38 %, tandis qu'elle atteint 52 % à droite et même 87 % auprès des sympathisants de l'UDC et de l'ASIN. Les votants plus âgés ont par ailleurs été plus enclins à accepter l'initiative, de même que les personnes à bas revenu ou dont le niveau de formation est moins élevé.

## Conséquences de l'initiative
Au lendemain de la votation, une majorité de commentateurs tournent leur regard vers l'accord-cadre avec l'UE, dont les négociations peuvent reprendre après cette victoire d'étape.
Pour l'UDC, le rejet de l'initiative représente le sixième échec en votation populaire sur un objet critique envers la population étrangère, ce qui appelle un temps de réflexion même si ses dirigeants assurent que l'immigration restera à l'agenda politique du parti.